# Лужны
Лужны — село в Чернском районе Тульской области России.
В рамках административно-территориального устройства относится к Липицкой сельской администрации Чернского района, в рамках организации местного самоуправления — административный центр Липицкого сельского поселения.

## География
Расположено на возвышенном месте на обоих берегах реки Розки, в 17 км к юго-востоку от районного центра — посёлка городского типа Чернь.

## Население
| Годы      | 1857 | 1859 | 1915 | 2010 |
| --------- | ---- | ---- | ---- | ---- |
| Население | 417* | 377  | 432  | ↘174 |

* 15 человек военного ведомства, 19 — гражданского, 383 — крепостных помещичьих.

## Название
Лужна, лужны — производные от слова «лужа» — яма, заполненная водой, небольшое озерцо, болотное место, залив реки. Это значение подтверждается и у П. И. Малицкого в «Приходах …»: луженами называли сажелки — ямы, небольшие пруды в низменной части реки, заполняемые водой при разливе реки, где могла оставаться рыба после половодья. Второе название «Успенское» получено по Успенскому храму. Название могло быть получено и по географическому признаку. Село располагается рядом с Луженским верхом (оврагом).

## История
Лужны как деревня упомянута в Дозорной книге поместных и вотчинных земель Чернского уезда письма Поликарпа Давыдова и подъячего Матвея Лужина за 1615 год, где сказано: «Деревня Лужны, за помещики. А в ней: За Степаном Ондреевым сыном Белово старое ево поместье, что дано ему из дикого поля, жеребей. А на ево жеребей : пашни паханые добрые земли четь, перелогу двадцать девять чети».
По народному преданию первая приходская церковь в этих местах находилась вблизи деревни Кожинки, на что указывает древнее сохранившееся здесь кладбище — место, называемое в народе могильником. Второй храм, также деревянный, во имя Успения Божией Матери был построен в 1799 году на средства помещика сельца Сторожевого Андрея Ивановича Журавлёва. В 1877 году помещиком села Лужны Парфением Александровичем Лавровым был заложен каменный храм рядом с прежним. В 1879 году построили правый придельный алтарь во имя Всех Святых, в 1880 — левый придел во имя Святого Николая (устроен помещиком Николаем Филипповичем Глотовым). Главный иконостас устроен был на средства помещицы Ефросиньи Сергеевны Глотовой. Строительство окончили в 1884. В состав прихода входили: само село; деревни: Александровка, Хутор, Шаталовские Выселки (ныне не сущ.); сельцо: Сторожевое, Петровское, Нагаево (Глинище) (ныне не сущ.). В 1859 году в селе насчитывалось 29 крестьянских дворов, в 1915 году — 70. С 1886 года при церкви существовала церковно-прихо́дская школа.

## Достопримечательности
- Церковь Успения Пресвятой Богородицы